# Erin Daniels
Erin Daniels, właściwie Erin Cohen (ur. 9 października 1973 roku w St. Louis, w stanie Missouri, USA) – amerykańska aktorka filmowa i telewizyjna.
Urodziła się i wychowywała w St. Louis w stanie Missouri. Jej ojciec był architektem, a matka była medycznym pracownikiem społecznym. Erin dorastała w żydowskiej rodzinie i uczęszczała do Clayton High School. W wieku dwudziestu dwóch lat zmieniła nazwisko z "Cohen" na "Daniels".
W 2002 roku na St. Louis International Film Festival przyznano jej nagrodę Emerging Actor Award.
Wystąpiła w filmach Zdjęcie w godzinę (One Hour Photo, 2002), Dom tysiąca trupów (House of 1000 Corpses, 2003) i Wheelmen (2002). Często występuje w telewizji, skąd najbardziej znana jest z roli Dany Fairbanks w serialu The L Word.
Inne seriale z jej udziałem to Dexter, Jerycho, CSI: Kryminalne zagadki Nowego Jorku.